# District de Tamatave II
Le district de Toamasina II est un  district malagasy situé dans la région d'Atsinanana dans l'est du pays, dans l'ex-province de Toamasina.
Le district est constitué de quinze communes rurales.

## Démographie
| 1993    | 2000    | 2005    | 2007    | 2014    |
| ------- | ------- | ------- | ------- | ------- |
| 129 581 | 165 423 | 194 509 | 207 559 | 237 640 |